# 普莉提·阿達尼
普莉提·高塔姆·阿達尼（羅馬化：Priti Gautam Adani，1965年8月29日—）是印度慈善家兼阿达尼基金会主席，也是古吉拉特邦重要的女性教育者。 

## 早年生活和教育
普莉提1965年8月29日出生在孟买的古吉拉特语家庭。在亞美達巴德牙科学院取得牙科学士。後與阿達尼集團董事长高塔姆·阿達尼結婚。

## 职业
普莉提早期开始了牙医生涯。1996年被任命为阿达尼基金会主席。
2001年，古吉拉特邦大地震后，普莉提在蒙德拉创办阿达尼DAV学校。后更名为阿达尼公立学校。
2009年6月，她和丈夫在巴德雷薩爾和亞美達巴德建立了Adani Vidya Mandir，並免费提供高等教育。
在普莉提领导下，阿达尼集团在2018年至2019年間，企業社會責任预算从9.5亿盧比上升到12.8亿卢比。

## 奖项
- 印度工商聯合會（英语：Federation of Indian Chambers of Commerce & Industry）-FLOW 女性慈善家奖（2010－2011年）。[10]
- 古加拉特邦法律協會大學（英语：GLS University）名誉博士。[11]

## 个人生活
普莉提与高塔姆·阿達尼结婚。 育有兩子——卡倫·阿達尼和吉特·阿達尼。